# Municipio de Tierra Blanca (Veracruz)
El municipio de Tierra Blanca es uno de los 212 municipios en que se divide el estado mexicano de Veracruz. Se encuentra en la zona central del estado y su cabecera es la ciudad de Tierra Blanca.

## Geografía
El municipio de Tierra Blanca se encuentra ubicado en la zona central del estado de Veracruz, en la región de Papaloapan. Tiene una extensión territorial del 1 516,75 kilómetros cuadrados que equivalen al 2.19% de la extensión total de Veracruz, siendo uno de los municipios territorialmente más extensos.
Sus coordenadas geográficas extremas son 18° 19' - 18° 45' de latitud norte y 95° 59' - 96° 38' de longitud oeste; así como su altitud fluctúa entre los 10 y los 350 metros sobre el nivel mar.
Limita al noroeste con el municipio de Omealca, al norte con el municipio de Cuitláhuac, el municipio de Cotaxtla y el municipio de Tlalixcoyan, al noreste con el municipio de Ignacio de la Llave, al este con el municipio de Ixmatlahuacan y al sureste con el municipio de Cosamaloapan de Carpio y el municipio de Tres Valles; al suroeste limita con el estado de Oaxaca, en particular con el municipio de Acatlán de Pérez Figueroa y el municipio de Cosolapa.

## Demografía
Según el último censo, realizado en 2024 por el Instituto Nacional de Estadística y Geografía; el municipio posee una población de 113,334 hab,       

### Localidades
municipio tiene un total de 526 localidades. Las principales localidades y su población son las siguientes:
| Localidad                           | Población |
| ----------------------------------- | --------- |
| Tierra Blanca                       | 47 000    |
| Joachín                             | 9 631     |
| Rodríguez Tejeda                    | 1 757     |
| Huixcolotla                         | 5 265     |
| La Campana (La Ica)                 | 1 932     |
| La Atalaya                          | 785       |
| Poblado Cinco (Nuevo Villa Ojitlán) | 770       |
| Otras localidades                   | 9 734     |
| Total municipio                     | 72 530    |

## Política

### Administración municipal
El gobierno del municipio de Tierra Blanca está a cargo de su Ayuntamiento, que es electo mediante voto universal, directo y secreto para un periodo de cuatro años que no son renovables para el periodo inmediato posterior pero si forma no continua. Está integrado por el presidente municipal, un Síndico único y el cabildo conformado por ocho regidores, tres electos por mayoría relativa y cinco por el principio de representación proporcional. Todos entran a ejercer su cargo el día 1 de enero del año siguiente a su elección.

### Subdivisión administrativa
Para su régimen interior, el municipio de Tierra Blanca se divide en ocho agencias municipales, cuyos titulres son electos mediante auscultación, consulta
ciudadana o voto secreto en procesos organizados por el Ayuntamiento.
Las ocho agencias son:
- joachin
- moreno
- barahunda
- Benito Juárez
- Quechuleño
- Estanzuela
- morelos
- salvador garcia

### Representación legislativa
Para la elección de Diputados locales al Congreso de Veracruz y de Diputados federales al Congreso de la Unión, el municipio de Tierra Blanca se encuentra integrado en los siguientes distritos electorales:
Local:
- Distrito electoral local 23 de Veracruz con cabecera en la ciudad de Cosamaloapan.[16]

Federal:
- Distrito electoral federal 13 de Veracruz con cabecera en la ciudad de Huatusco.[17]

### Presidentes municipales
| - (1916 - 1917): José Rosas Bravo - (1918 - 1919): Daniel G. Rodríguez - (1920 - 1921): Abraham Maldonado - (1922 - 1923): Antonio Mora Pérez - (1924 - 1925): Luis Menéndez - (1926 - 1927): Juan Saavedra - (1928 - 1929): Víctor García - (1930 - 1931): Cipriano Oliveros - (1932 - 1933): Luis J. David - (1934 - 1935): Agustín G. López - (1936 - 1937): Paulino Haaz Reyesvera - (1938 - 1939): Manuel Velázquez ... - (1940 - 1941): Mario H. Hernández - (1942 - 1943): Benigno Pereyra Mortera - (1944 - 1946): Ernesto García Ferro - (1947 - 1949): Segundo Verde Sánchez - (1950 - 1952): Eduardo Salomon Sánchez - (1953 - 1955): Segundo Verde Sánchez - (1956 - 1958): Eladio Guzmán Hernández - (1959 - 1961): Manuel Colón Domínguez - (1962 - 1964): Salvador R. Cortés Capistran - (1965 - 1967): Cástulo Delfín Lara | - (1968 - 1970): Benjamín Cerda Ramírez, Presidente del Consejo Municipal - (1971 - 1973): Nicolás González Sabino - (1974 - 1976): Gonzalo Vázquez Bravo - (1977 - 1979): Rafael Castro Mora - (1980 - 1982): Gilberto Lagunes Hernández - (1983 - 1985): Raymundo Osorio Medina - (1985): Petra Pavón, Presidenta del Consejo Municipal - (1986 - 1988): Francisco Castro González - (1989): Misael Domínguez López - (1989 - 1991): Armando Rodríguez Perales - (1992 - 1994): Adán Martínez Alonso - (1995 - 1997): Victoriano Delfín Ruiz - (1998 - 1999): Francisco Arano Montero - (2000): Gabriel Cardenas Hernández - (2001 - 2004): Miguel Ricardo Pulido - (2005 - 2007): Francisco Arano Montero - (2008 - 2010): Jose Alfredo Osorio Medina - (2011 - 2013): Tito Delfín Cano - (2014 - 2017): Saul Lara González - (2018 - 2021): Patricio Aguirre Solís - (2022 - 2025): Álvaro Gómez Flores |